# Polaqia
Polaqia fue un colectivo gallego de autores de cómic activo entre 2001 y 2011. Publicó docenas de cómics en gallego y castellano y llegó a reunir simultáneamente a doce autores.

## Miembros
En su momento de mayor actividad Polaqia estuvo formada por Kike Benlloch, Bernal Prieto, Diego Blanco, Hugo y Sergio Covelo, José Domingo, Álvaro López, Emma Ríos, Brais Rodríguez, Roque Romero, David Rubín y Luis Sendón, todos historietistas. 
Los miembros fundadores en el verano de 2001, cuando se presentó la ópera prima colectiva Mmmh!!, habían sido cinco: Benlloch, Rubín y Prieto junto con Jano (Alejandro Viñuela) y Alberto Vázquez. Estos dos últimos dejaron el grupo tras publicar sendos monográficos (respectivamente Layka y Alter Ego) al cumplir Polaqia un año de vida.
El primer presidente del grupo fue de Kike Benlloch, que estuvo al frente del mismo desde 2001 hasta 2006 y fue reemplazado por Hugo Covelo en 2006. En 2008 David Rubín fue elegido presidente, cargo que ostentaría hasta la disolución consensuada y amistosa del grupo.

## Publicaciones
El principal medio de difusión de Polaqia fue el fanzine antológico Barsowia, que alcanzó los 16 números, pero se produjeron también publicaciones seriadas como la inconclusa APB (A prueba de balas) de Emma Ríos y títulos individuales como Tanque Familiar de Diego Blanco o A voz na caixa de Álvaro López. Barsowia, que se publicaba en gallego, pasó de edición en grapa a formato lomo en rústica para acabar con lomo y sobrecamisa. 
Barsowia fue premiado dos veces en el Salón del Cómic de Barcelona, como mejor fanzine por votación popular y como mejor fanzine por votación profesional. El colectivo recibió el Premio Ourense de BD a la mejor iniciativa gallega en el año 2007. Dolmen Editorial publicó una selección parcial de trabajos en castellano bajo el título Barsowia en llamas.
Dos líneas de creación relevantes fueron la colección de libros de bocetos (Polaqia Sketchbook) y de álbumes monográficos (la línea Rompehielos bajo la que salieron las novelas gráficas Rara Avis de Benlloch e Iván Suárez y Pinche Mundo de Benlloch y Blanco).

## Proyección internacional
En términos autorales Barsowia reunió además de a los miembros del colectivo, a creadores y creadoras de numerosos países, con aportaciones desde Europa (p.e. Paulo Monteiro), Norteamérica (Michael Bonfiglio), Latinoamérica (Martín López), Asia (Hwei Lin Lim) y Oceanía (Dylan Horrocks).
En el verano de 2008 se celebró un encuentro entre el colectivo gallego y Calavera Comics de Nueva York, lo que permitió que los álbumes de Polaqia estuvieran a la venta en el MOCCA (Museo de Cómic de Nueva York) durante la celebración de uno de los festivales más importantes de historieta independiente de los EE. UU. En compensación, obras del colectivo Calavera podían adquirirse en el puesto de Polaqia de la edición de  Viñetas desde el Atlántico de ese año.